# Балканика
Balkanika (серб. кир. Балканика) — сербская группа, образованная Саней Иличем в 1998 году. Они представляли Сербию на «Евровидении-2018» в Лиссабоне, Португалия, с песней «Нова деца» и заняли там 19-е место.
Миссией группы является, по словам Илича, сохранить, возродить и модернизировать сербскую средневековую и византийскую музыкальные традиции.

## Участники
Другие участники группы:
- вокалисты: Невена Стаменкович, Даница Крстич, Мария Бьеланович, Младен Лукич и Неманья Койич
- ударники: Александар Радулович и Милан Йейина
- гитаристы: Бранимир Маркович и Небойша Неделькович
- флейтист: Любомир Димитриевич